# Kensington Gardens
A Kensington Gardens egyike London királyi parkjainak. A 16. században létrehozott Hyde Park nyugati része volt, de 1728-ban Karolina királyné kérésére leválasztották attól és a Kensington királyi palota tájkertjévé tették, az akkori divatra jellemző elemeket (süllyesztett kert, sétányok, tavacska) alakítva ki benne. A nagyközönség számára a 19. század elején nyitották meg, mikor a Kensington palotát már nem használták uralkodói rezidenciaként.
Bár összefügg a Hyde Parkkal, annál „formálisabb”: kerítés veszi körül, és látogatása csak a nappali órákban engedélyezett. 1987 óta a parkot I-es kategória alá sorolják az angliai Történelmi jelentőségű parkok és kertek nyilvántartásában (Register of Historic Parks and Gardens of Special Historic Interest in England).

## Elhelyezkedése
London központi részén, a belvárosban helyezkedik el, City of Westminster és Kensington and Chelsea kerületekben. Északi határa a Bayswater Road, a déli a Kensington Road, a nyugati pedig a Kensington Gardens Green és a palota épületei. Keleten összefügg a Hyde Parkkal; a kettő közötti határt a West Carriage Drive (beleértve a Serpentine hidat) képezi. Területe 112 hektár.
A park látogatása ingyenes. Megközelíthető tömegközlekedéssel (metró és busz), de parkolók is vannak környékén. Csak a nappali órákban van nyitva, a zárási idő hetente változik.

## Története
A Hyde Park területét 1536-ban szerezte meg VIII. Henrik angol király a westminsteri apátságtól, hogy saját vadászterületeként használja. Egy évszázaddal később, 1637-ben I. Károly átrendezte a parkot, és megnyitotta a nagyközönség számára. 1689-ben III. Vilmos megvásárolta a park mellett elhelyezkedő Nottingham House grófi rezidenciát, és ezt az épületet az uralkodói család hamarosan előkelő királyi palotává változtatta Kensington Palace néven. Megkezdődött a palota kertjeinek kialakítása is: II. Mária holland stílusú „süllyesztett kerteket” hozatott létre, hogy kedveskedjen III. Vilmosnak, holland származású férjének; 1702-ben I. Anna angol stílusú kertet alakított ki, 1704-ben pedig üvegházakat (Orangery) építettek.
1728-ban Karolina királyné kérésére a 242 ár (98 hektár) területű palotakertet leválasztották a Hyde Parktól, és a palota telkének részévé tették. Ekkor alakították ki a nagy tavat (ennek északi, Kensington parki része Long Water, déli, Hyde Parki része Serpentine néven ismert), a Broad Walk sétányt és a kis tavat (Round Pond). II. György 1760-as halála után a Kensington palotát már nem használták a királyi pár rezidenciájaként, hanem kisebb rangú nemesek otthona lett. A 18. század végéig a park sok régi eleme (a holland és az angol kertek, a legtöbb sétány) elpusztult.
A 19. század elején megnyitották a Kensington parkot a „tiszteletreméltó közönség” számára. Hamarosan megjelentek a szomszédos Hyde Parkra jellemző létesítmények és szórakozási lehetőségek (pavilon, büfé, játszótér). A 19. század közepén és a 20. század elején állították a park legtöbb szobrát és műalkotását, és új parkrészeket is létrehoztak (például az olasz kertet, továbbá egy új süllyesztett kertet a 18. század végén elpusztult helyett). A második világháború alatt beolvasztották a legtöbb kaput és kerítést (ezeket a század végén állították fel újra). A 20. század második felében a Broad Walk mentén új fákat ültettek.

## Leírása
Területének nagy része füves, melyen sétányok vágnak át. Két fő sétánya az észak-déli irányú Lancaster Walk és Broad Walk; ezek már 1728-ban is léteztek. Huszonkét bejárata van; ezek közül tizenkilenc kizárólag gyalogosok számára, hárman (Queen's Gate, Coalbrookdale Gate, Palace Gate) pedig autóval is be lehet hajtani. A bejáratok legtöbbjét 1890-ben hozták létre. A fém kapukat a háború alatt beolvasztották, azonban a 20. század végén új, az eredetiekhez hű kapukat állítottak.

### Főbb látnivalók
- Albert-emlékmű a park déli részén, átellenben a Royal Albert Hall hangversenyteremmel. Albert herceg emlékére állították 1872-ben, Viktória brit királynő kérésére.[5]
- Long Water a keleti határ közelében. Az itt elhelyezkedő természetes tó már egy 1706-os térképen megjelenik, jelenlegi formájára 1728-ban alakították. Ehhez kapcsolódik a Hyde Park területén található, 1731-ben létrehozott Serpentine tó.[1]
- Süllyesztett kertek, 1908-ban hozták létre a 18. század végén elpusztult holland kertek helyett.[2]
- Olasz kertek, díszes medencékben működő szökőkutak, mellette nimfaszobrokkal ékesített, a Long Waterre néző terasz (1860).[1]
- Anna királynő alkóvja az előbbiek közelében; 1707-ben készült, jelenlegi helyére 1868-ban költöztették.[1]
- Round Pond, 3 hektáros kerek tó a palota közelében.[1]
- Cradle Walk, növényalagút.[2]
- Elfin Oak, egy 900 éves tölgy tönkje, melyre az angol folklórra jellemző tündéreket, törpéket, állatkákat faragtak és festettek (1928).[6]
- Szobrok és emlékművek.

## A kultúrában
- A Kensington Gardens tündéreiről Thomas Tickell már 1722-ben verset írt.[7]
- Itt játszódik J. M. Barrie Pán Péter a Kensington Parkban gyermekregénye cselekményének nagy része. 1912-ben a parkban, a Long Water nyugati partján Pán Péter-szobrot állítottak.[8]

## Képek

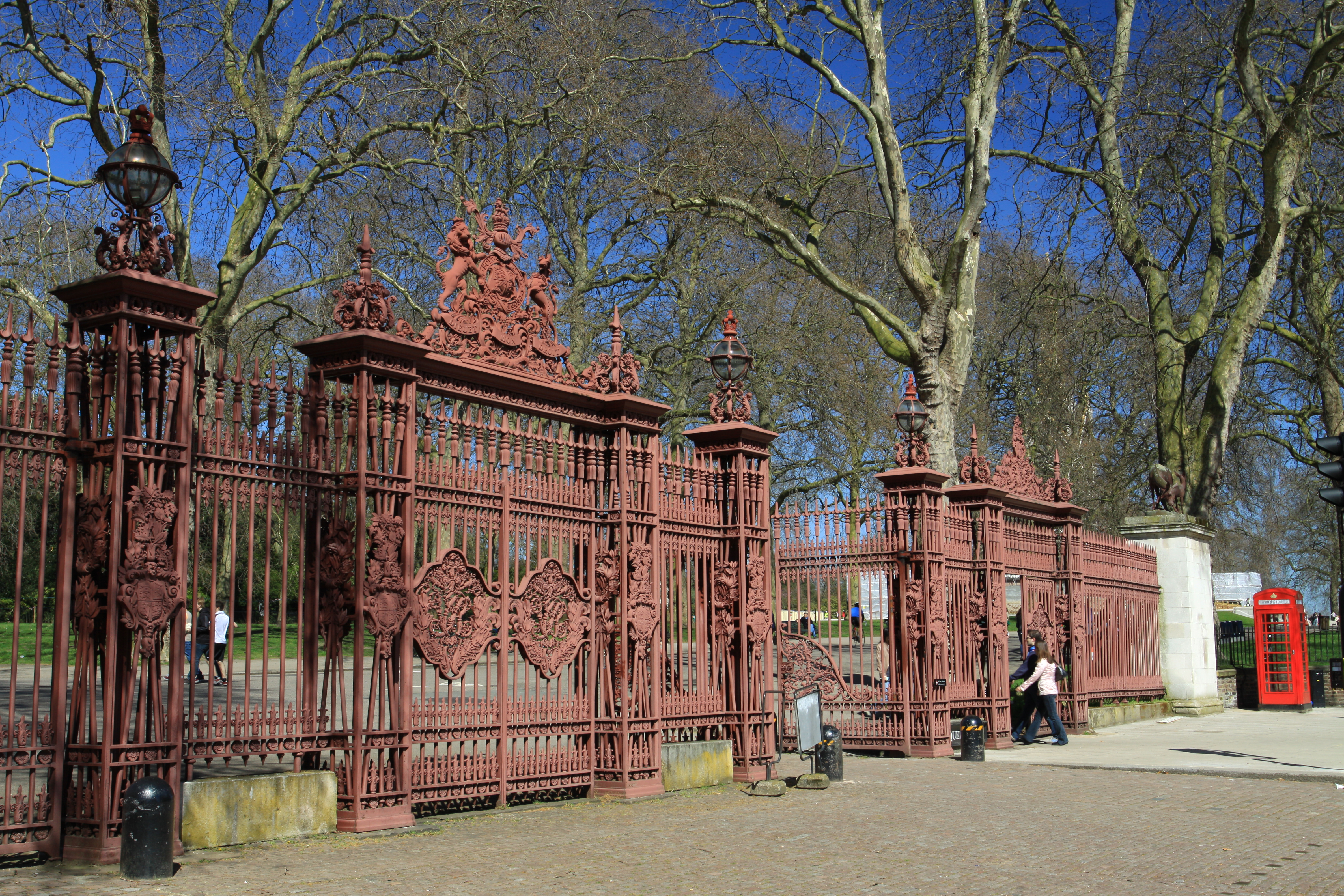
Queen's Gate bejárat
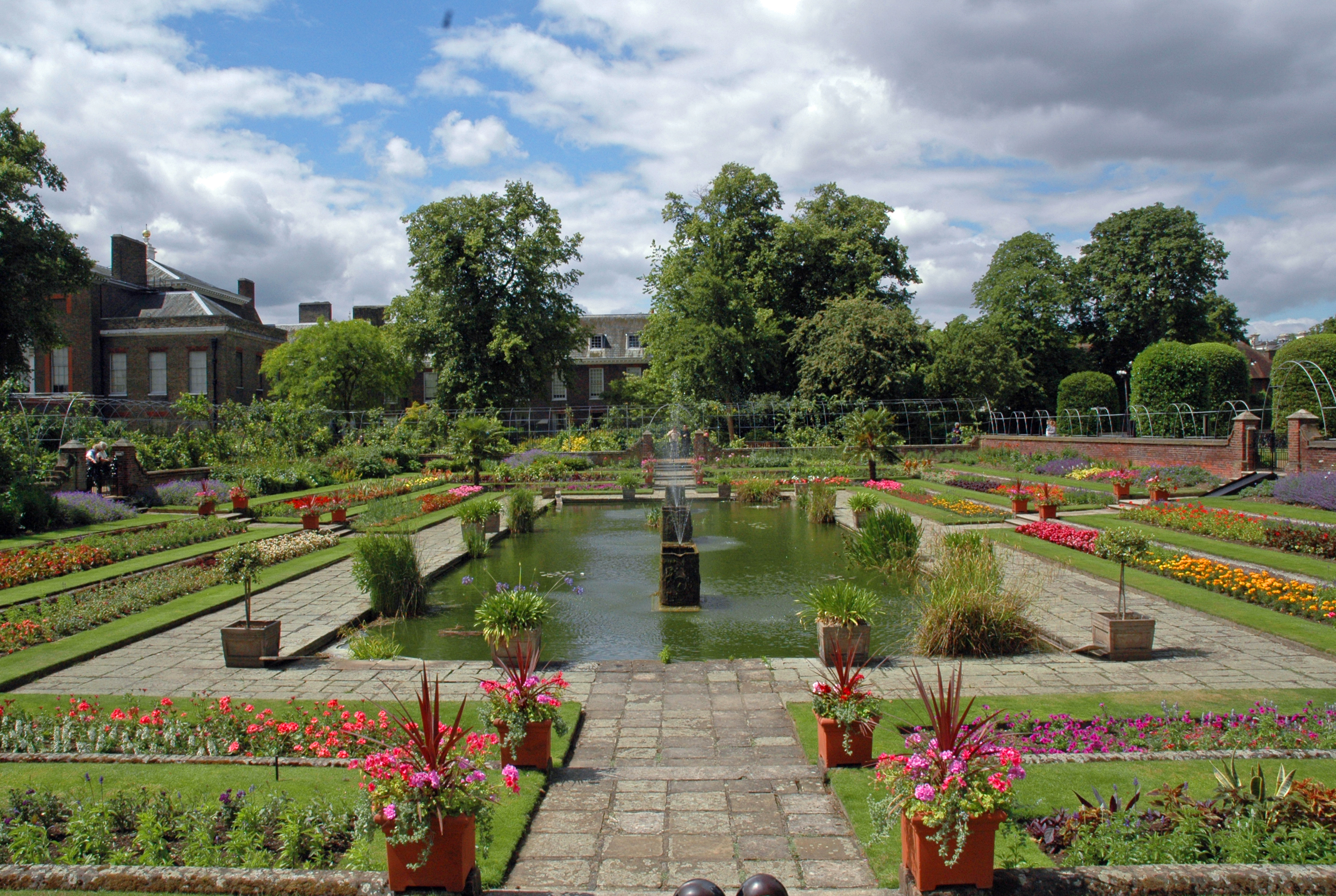
A süllyesztett kertek
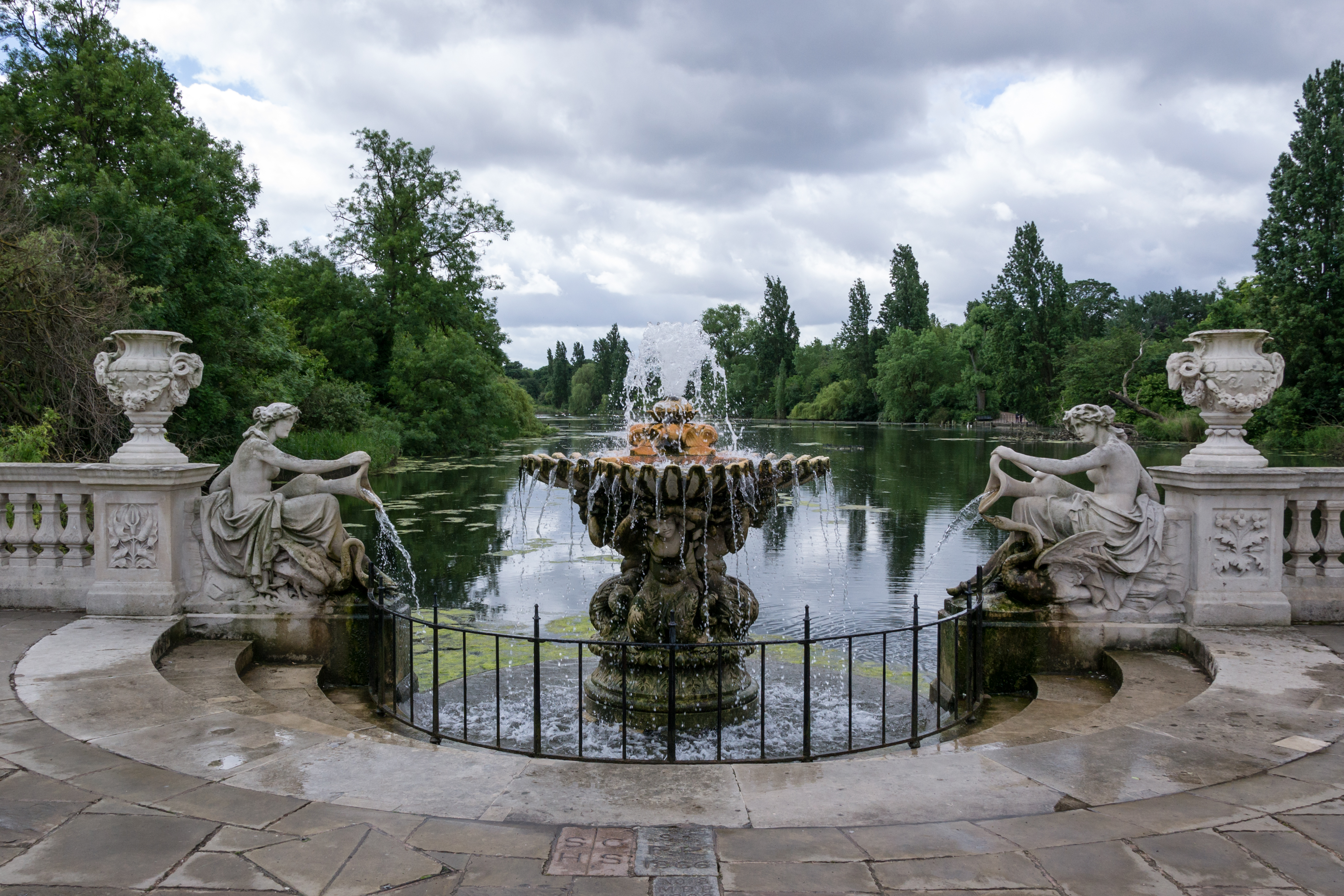
A Long Water az olasz kerteknél
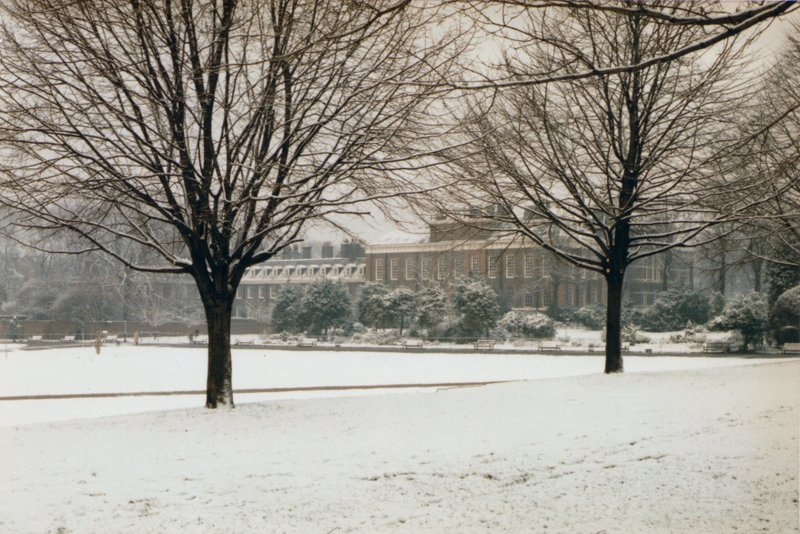
Tél; háttérben a Kensington palota
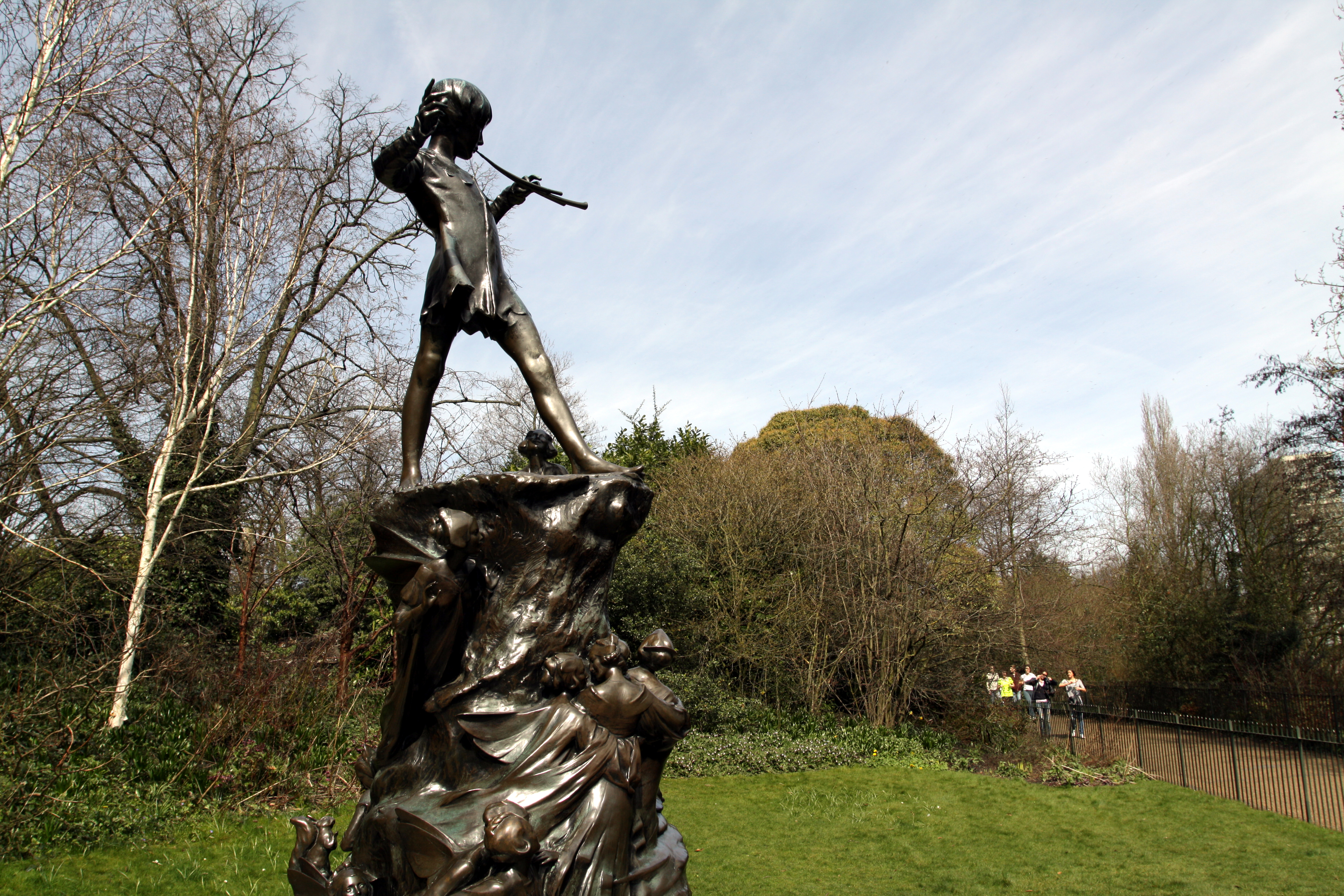
Pán Péter szobra